# Sankt Martin am Wöllmißberg
Sankt Martin am Wöllmißberg, St. Martin am Wöllmißberg – gmina w Austrii, w kraju związkowym Styria, w powiecie Voitsberg. Według danych Austriackiego Urzędu Statystycznego liczyła 810 mieszkańców (1 stycznia 2015).